# Onaraはずかしくないよ/ピラメキたいそう
「Onaraはずかしくないよ／ピラメキたいそう」（オナラはずかしくないよ／ピラメキたいそう）は、2010年2月10日に発売された、お笑いコンビ・はんにゃ、フルーツポンチの両A面シングル。

## 概要
はんにゃとフルーツポンチがメイン司会を務める番組『ピラメキーノ』（テレビ東京）から誕生した楽曲であり、同番組2010年2月度のエンディングテーマとして起用されていた。「Onaraはずかしくないよ」は、はんにゃ金田哲扮する“さとプー”とファッション雑誌『SG』などで活動するモデルの仲村美香扮する“みかプー”、近田祐理子扮する“ゆりプー”からなるユニット「オンナラブリー」が歌っており、おならを我慢している女子を応援する曲になっている。「ピラメキたいそう」は「ピラメキオールスターズ」が歌っている。
オリコン週間チャートで最高2位、着うたフルでは最高12位を記録した。2010年2月に日本レコード協会よりゴールド認定を受けるなど商業的に成功を収めた。
「Onaraはずかしくないよ」のミュージックビデオはオンナラブリーの3人が曲に合わせパラパラを踊っている。振り付けは両曲共、はんにゃ金田が基礎の振り付けを考案。

## チャート成績
「Onaraはずかしくないよ」は2010年2月9日付けのオリコンシングルデイリーランキングで初登場5位、2月11日付けのチャートで最高2位を記録。3月3日付けの週間チャートにおいて推定売上6万6804枚で初登場2位を記録。2月23日付けの日本レコード協会による着うたフルのダウンロード数を集計したRIAJ有料音楽配信チャートで初登場31位、3月2日で12位に上昇した。
『ピラメキたいそう』は着うたが20万ダウンロードを記録した。『Onaraはずかしくないよ/ピラメキたいそう』は2010年2月に日本レコード協会によりゴールド認定を受けた。

## 収録曲
| #  | タイトル                                             | 作詞     | 作曲     | 時間 |
| -- | ---------------------------------------------------- | -------- | -------- | ---- |
| 1. | 「Onaraはずかしくないよ」                            | オークラ | 坂本秀一 | 3:24 |
| 2. | 「ピラメキたいそう はんにゃが解決!バージョン」       | オークラ | 坂本秀一 | 2:54 |
| 3. | 「ピラメキたいそう フルーツポンチが解決!バージョン」 | オークラ | 坂本秀一 | 2:55 |
| 4. | 「Onaraはずかしくないよ」(オリジナルカラオケ)        | オークラ | 坂本秀一 | 3:15 |
| 5. | 「ピラメキたいそう」(オリジナルカラオケ)             | オークラ | 坂本秀一 | 2:50 |

| #  | タイトル                                                                     | 作詞 | 作曲・編曲 | 時間 |
| -- | ---------------------------------------------------------------------------- | ---- | ---------- | ---- |
| 1. | 「Onaraはずかしくないよ」(ミュージックビデオ)                                |      |            | 6:25 |
| 2. | 「ピラメキたいそう（ピラメキオールスターズバージョン）」(ミュージックビデオ) |      |            | 1:39 |
| 3. | 「ピラメキたいそう （ピラメキたいそーずバージョン）」(ミュージックビデオ)    |      |            | 1:42 |
| 4. | 「ピラメキおんど」(ミュージックビデオ)                                       |      |            | 2:20 |
| 5. | 「ピラメキロック」(ミュージックビデオ)                                       |      |            | 1:57 |
| 6. | 「サキ姉のさとプーメイクレッスン」                                           |      |            | 6:59 |
| 7. | 「さとプーとはじめてのデート〜がまんしなくていいんだよ〜」                   |      |            | 6:45 |

## チャート
| チャート (2010年)                   | 最高 順位 |
| ----------------------------------- | --------- |
| オリコンチャート週間ランキング      | 2         |
| オリコンチャート月間（2010年2月度） | 4         |
| RIAJ有料音楽配信チャート            | 12        |